# Fundusz Gospodarki Wodnej
Fundusz Gospodarki Wodnej – fundusz celowy istniejący w latach 1976–2001, mający na celu wspieranie przedsięwzięć związanych z gospodarowaniem wodą i ochroną wód.

## Powołanie Funduszu
Na podstawie rozporządzenie Rady Ministrów z 1976 r. w sprawie zasad tworzenia i wykorzystania Funduszu Gospodarki Wodnej ustanowiono Fundusz.

## Tworzenie Funduszu
Fundusz powstał z opłat pobieranych za szczególne korzystanie z wód i z urządzeń wodnych stanowiących własność Państwa. Fundusz dzielił się na terenowy i centralny. Na fundusz terenowy przeznaczano 70% wpływów z opłat za pobór wody i wprowadzania ścieków do wód lub do ziemi. Na fundusz centralny przeznaczono 30% wpływów z opłat oraz wpływy z opłat za korzystanie z urządzeń wodnych, żeglugę i spław a także za wydobywanie materiałów z wód stanowiących własność Państwa.

## Dysponowanie środkami  Funduszu
Środkami funduszu terenowego dysponował wojewoda, a środkami funduszu centralnego Minister Rolnictwa w porozumieniu z Ministrem Administracji, Gospodarki Terenowej i Ochrony Środowiska. Minister Rolnictwa, z Ministrem Administracji, Gospodarki Terenowej i Ochrony Środowiska oraz z właściwym wojewodą mógł przeznaczyć niewykorzystane środki funduszu terenowego danego województwa na zwiększenie funduszu terenowego innego województwa.

## Przeznaczenie środków Funduszu
Środkami funduszu przeznaczano na pokrycie kosztów lub dofinansowanie przedsięwzięć zmierzających do kompleksowego rozwiązywania zadań w dziedzinie gospodarki wodnej.
W szczególności środki te przeznaczane były na:
- budowę, rozbudowę i modernizację urządzeń służących do:

1. wspólnego oczyszczania ścieków doprowadzanych odrębnymi systemami kanalizacyjnymi z co najmniej dwóch zakładów, jak również służących do intensyfikacji procesów samooczyszczania wód,
2. wielokrotnego wykorzystywania wody w systemie obiegów zamkniętych,
3. odzysku surowców zawartych w ściekach oraz odsalania wód kopalnych,
4. wykorzystania ścieków i osadów do celów rolniczych i innych celów gospodarczych,
5. ochrony brzegów przed niszczącym działaniem wód,

- eksploatację urządzeń a także inne zabiegi związane z usuwaniem zanieczyszczeń z powierzchni wód,
- budowę i wyposażenie w aparaturę i sprzęt pomiarowy automatycznych stacji kontroli i pomiarów zanieczyszczenia wód,
- pomoc w budowie małych zbiorników wodnych, urządzeń zaopatrzenia w wodę i urządzeń kanalizacyjnych wsi oraz innych urządzeń wodnych, wykonywanych w ramach czynów społecznych,
- ochronę przed powodzią i zagospodarowanie obszarów narażonych na niebezpieczeństwo powodzi,
- przedsięwzięcia i zabiegi związane z zarybianiem i utrzymaniem ryb w wodach stanowiących własność państwa,
- upowszechnianie osiągnięć w dziedzinie ochrony wód i oszczędnej gospodarki wodą.

## Zniesienie Funduszu
Na podstawie ustawy z 2001 r. o Prawie wodnym, Fundusz został zlikwidowany.